# Bristol stool chart
Bristol stool chart eller Bristol stool scale er et medicinsk hjælpemiddel til at klassificere konsistens og form på menneskelig afføring i syv forskellige kategorier. Den blev udviklet af forskerduoen Heaton og Lewis ved University of Bristol og publiceret første gang i det videnskabelige tidsskrift Scandinavian Journal of Gastroenterology i 1997. Heaton og Lewis konkluderede at afføringens form er afhængig af, hvor længe den har befundet sig i tyktarmen, men dette antages kun at have begrænset gyldighed, og ved type 1 og 2 gælder det især kun, når patienten ikke lider af forstoppelse. Bristol-skalaen er stadig nyttig som værktøj i klinisk kommunikation og til at evaluere virkningen af behandlingen af forskellige tarmsygdomme.

## Typer
De syv afføringstyper er:
- Type 1: Separate hårde klumper, som nødder (svære at klemme ud)
- Type 2: Pølseformede med buler
- Type 3: Som en pølse, men med sprækker i overfladen
- Type 4: Som en pølse eller en slange, jævn og blød
- Type 5: Bløde klumper med tydelige kanter (lette at klemme ud)
- Type 6: Luftige småstykker med ujævn overflade, grødet konsistens
- Type 7: Vandet og uden substans, fuldstændig flydende

Type et og to indikerer ifølge Heaton og Lewis forstoppelse, tre og fire er "idealafføring" og fem til syv er forskellige stadier af diarré.